# Giuseppe Caselli
Giuseppe Caselli (Luzzara, Reggio de l'Emília, Emília-Romanya, 5 de juliol de 1893 – La Spezia, 19 de desembre de 1976) fou un pintor italià que fou alumne de Felice Del Santo i Antonio Discovolo. El 1913 va entrar en contacte amb el pintor i escriptor Lorenzo Viani. Durant la Primera Guerra Mundial, Caselli fou internat en un camp de concentració a Àustria. Més tard va estudiar a l'Acadèmia de Belles Arts de Florència. Les seves primeres pintures marquen l'inici del divisionisme al començament del segle xx, i també un expressionisme molt peculiar, a prop dels moviments revolucionaris austríacs. El 1933 Caselli va participar en el Premi de Pintura del Golf de la Spezia, organitzat per Filippo Tommaso Marinetti.